# Kanton Brignoles
Het kanton Brignoles is een kanton van het Franse departement Var. Kanton Brignoles maakt deel uit van de arrondissementen Brignoles (11) en Draguignan (1) en telt 40.545 inwoners (2018).

## Gemeenten
Het kanton Brignoles omvatte tot 2014  de volgende 6 gemeenten:
- Brignoles (hoofdplaats)
- Camps-la-Source
- La Celle
- Le Val
- Tourves
- Vins-sur-Caramy

Ingevolge het decreet van 27 februari 2014 met uitwerking op 22 maart 2015 omvat het kanton sindsdien volgende 12 gemeenten: 
- Brignoles
- La Celle
- Carcès
- Correns
- Cotignac
- Entrecasteaux
- Montfort-sur-Argens
- Rougiers
- Saint-Antonin-du-Var
- Tourves
- Le Val
- Vins-sur-Caramy

## Politiek
Na de kantonnale verkiezingen van 2011 werd het kanton Brignoles samen met het kanton Carpentras-Nord in de Vaucluse een van de twee eerste kantons ooit waar het extreemrechtse Front National de conseiller général (vertegenwoordiger in de departementsassemblee of conseil général) mocht leveren: Jean-Paul Dispard versloeg er tijdens de tweede ronde heel nipt uittredend conseiller général Claude Gilardo van de communistische PCF.